# Пятничная мечеть в Верамине
Пятничная мечеть в Верамине (перс. مسجد جامع ورامین, Масджэд-э Джамэ-йэ Варамин) — мечеть в историческом центре иранского города Верамин, расположенного примерно в 40 км к востоку от Тегерана. Она является одним из самых древних городских строений. Мечеть построена в 1322 году по приказу Абу-Саида Бахадур-хана (правил в 1316—1335 годах), правителя из династии Ильханидов и сына и наследника Олджейту-Хана (правил в 1304—1316 годах). Пятничная мечеть известна как самое старое строение из периода монгольского правления и репрезентативный пример стиля азери в персидской архитектуре, который объединяет двор с четырьмя айванами, богатые орнаменты, а также и игру света и тени с помощью структурного оформления.

## Экстерьер

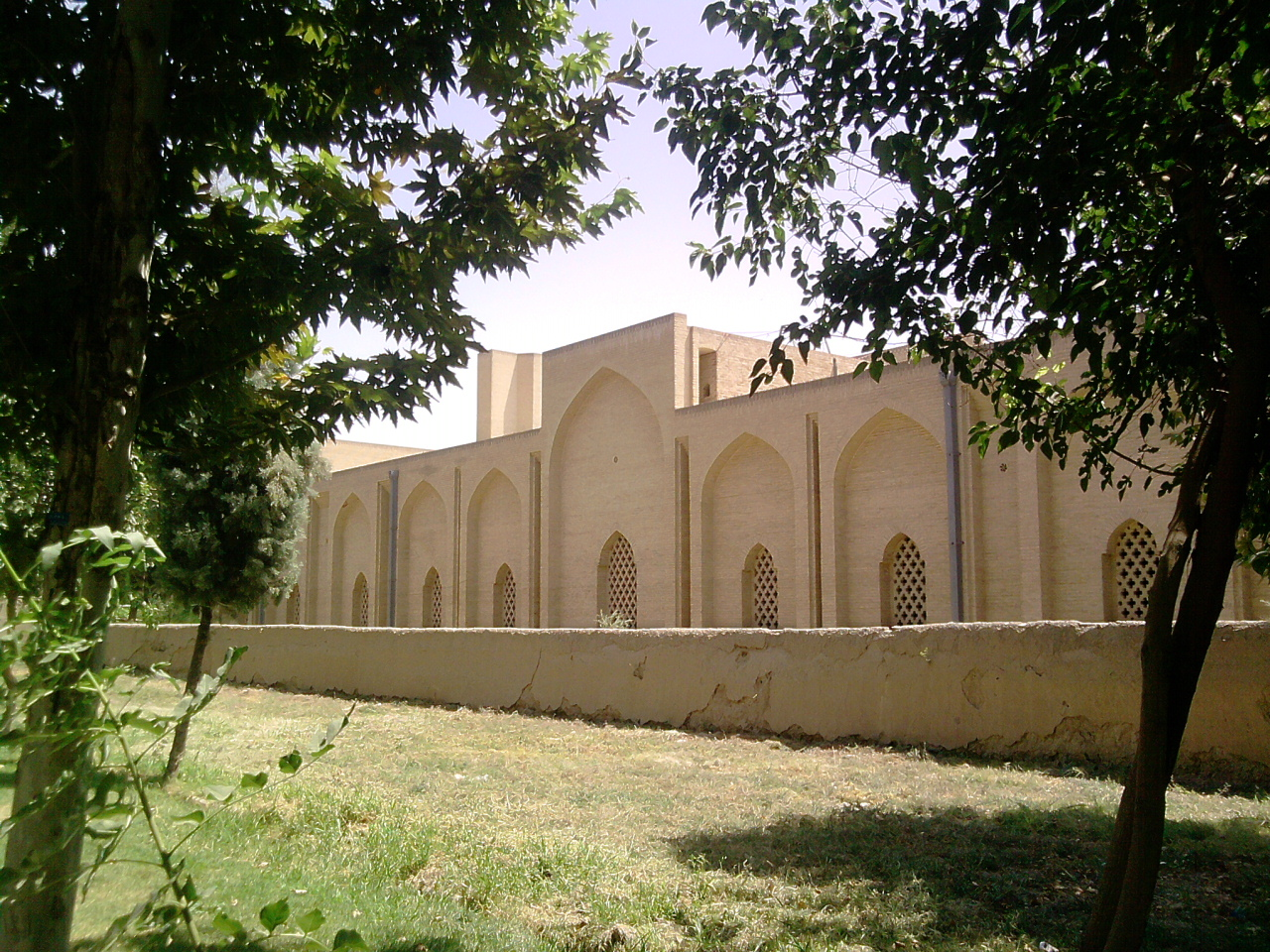
Пространство снаружи Вераминской мечети

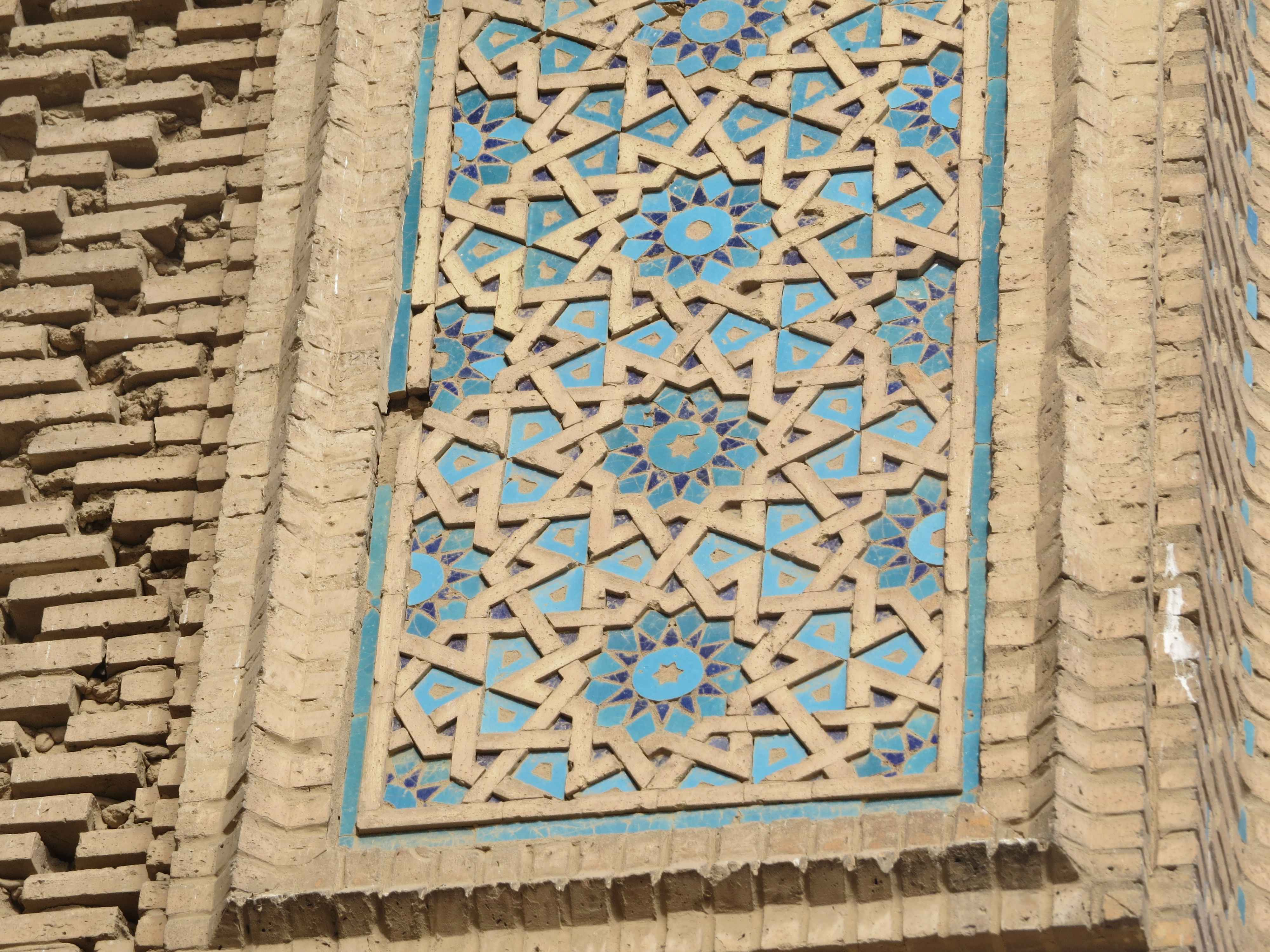
Украшение айвана

Западная часть мечети практически полностью разрушена, а оставшаяся часть, которая включает половину оригинальной структуры по оси север-юг, реставрирована в 2000-х годах. О прежнем плохом состоянии строения свидетельствуют путевые заметки французского археолога Ж. Делафой в 1887 году, которая сообщает, что вераминские крестьяне боятся посещать мечеть из-за опасения, что она может разрушиться. Также сохранились фотографии британского путешественника Р. Байрона в 1934 году.
В юго-западной части комплекса расположено и главное помещение для молитвы размером 10×10 м, а сверху него высится купол, поставленный на 16-стороннем многоугольном блоке. Планировка мечети подчёркивает большое пространство подкупольного помещения, которое выше прилегающего к ней айвана, а сам он доминирует по отношению к противоположному айвану на северо-востоке, двум боковым айванам и айвану на входе. Впечатление о весьма большом размере молитвенного помещения особенно усиливается, если пройти под низким сводом около главного айвана до молитвенного помещения, на противоположной стороне которого находится богато украшенный михраб. Главное молитвенное помещение освещено с помощью двух боковых и семи узких подкупольных окон, в том числе одним — на главной оси и двумя — на второстепенной. Учитывая климатические условия в течение всего года, внутреннее пространство Вераминской пятничной мечети, как и иранских мечетей вообще, слабее освещено, чем, например, в османских мечетях. У комплекса имелись другие входы в боковых пристройках на северо-западе и юго-востоке, но после реставрации они больше не действуют.

## Интерьер

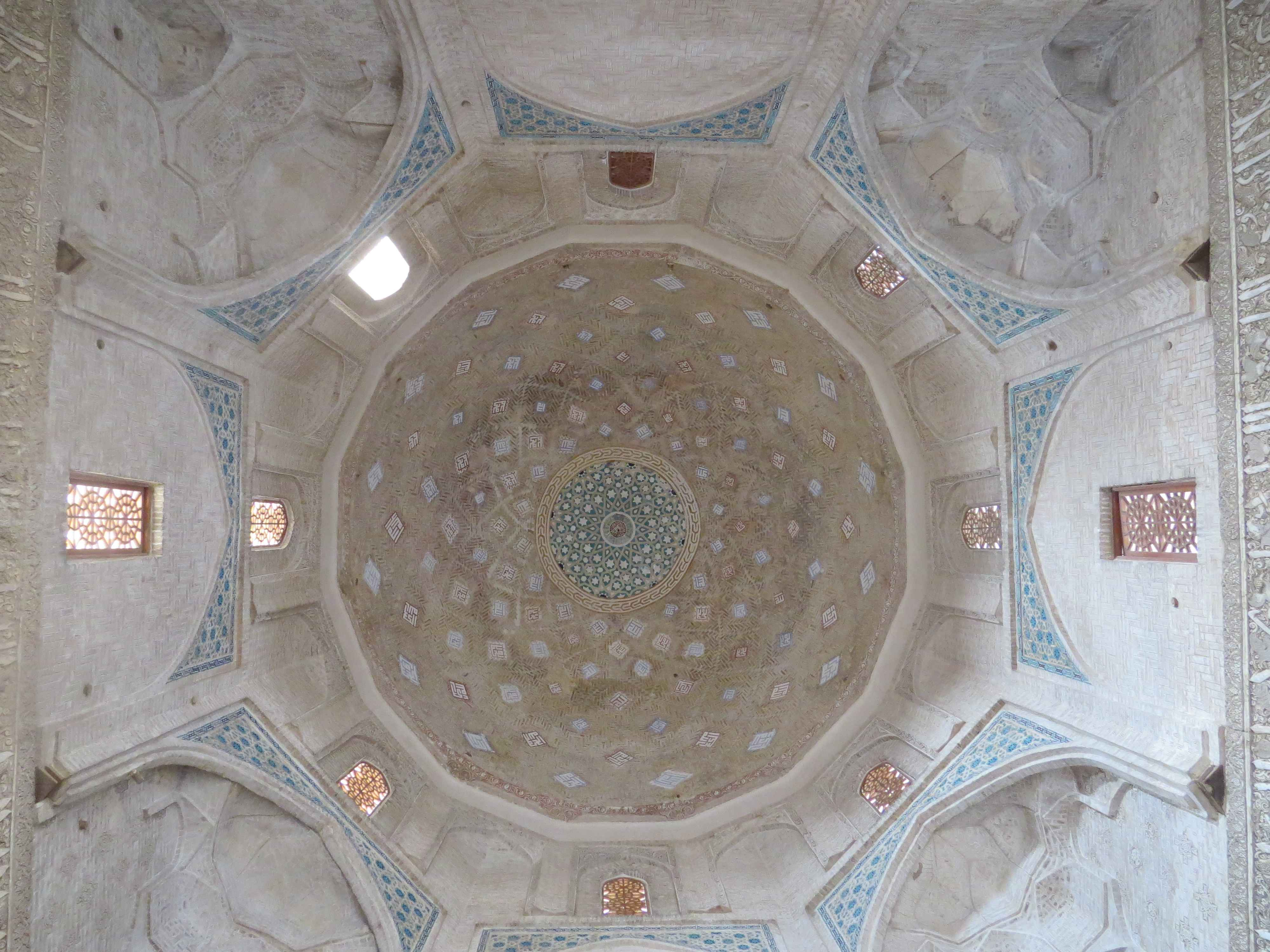
Купол Вераминской мечети

Здание мечети построено из глиняного кирпича, а декоративное убранство богато, включает разные материалы: гипс, глазурованную и неглазурованную терракоту, и мозаики из глазурованных керамических изразцов. Входной айван украшен глазурованною терракотой тёмно-синего и голубого цветов, которым на неглазурованной терракоте выведены и геометрические арабески. Свод построен таким образом, что горизонтальные ряды глиняных кирпичей складывались под различными углами каждый на более высоком уровне, тем самым формируя полукупола. Айван главного помещения украшен орнаментами в форме крестов и звёзд, сделанными из терракоты, над которыми находится горизонтальная лента с каллиграфическими надписями. Над лентой лежит свод с плитками из кирпича, которые были ранее украшены оттенками синего цвета, о чём свидетельствуют остатки на крайних углах, а также — поперечная арочная лента с геометрическими орнаментами.
Фасад под айваном поделён на пять частей: центральная часть с входным порталом, две второстепенные аркады, над которыми находятся плитки с каллиграфическими надписями, и два второстепенных входа, над которыми также возвышается высокая аркада. На боковых сторонах айвана расположены два дополнительных входа со сводами, украшенными в виде шахматной доски. Наиболее богато украшенная часть пятничной мечети — это михраб, вместе с целою юго-западною стеной, которая расписана сюжетами с растениями, цветами и украшена каллиграфическими надписями из гипса. Оформление других трёх стен — простое, и включает в себя геометрические и каллиграфические формы похожие на те, что можно увидеть в экстерьере. На многочисленных местах в мечети кирпичи оставлены без каких-либо украшений, чтобы показать их ценность с точки зрения скульптуры.